# Paolo Tiralongo
Paolo Tiralongo (født 8. juli 1977) er en italiensk tidligere professionel landevejsrytter, som senest kørte for det kasakhiske ProTour-hold XDS Astana Team.